# Català Futbol Club
El Català Futbol Club (posteriorment Català Sport Club) va ser el primer equip de futbol no oficialitzat que es va formar a la ciutat de Barcelona.

## Història

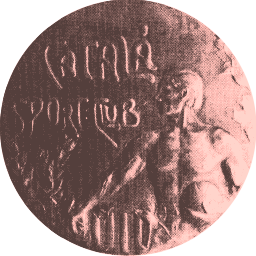
Medalla del club amb alt relleu model·lat per J. Marquès

El FC Català es començà a gestar a l'octubre de 1899 en el si del gimnàs regentat per Eduard Tolosa i Alsina, al carrer Duc de la Victòria, a tocar del carrer Canuda, impulsat per un lleidatà establert a Barcelona des dels 14 anys, Jaume Vila i Capdevila, amant de l'esport i la cultura física que hi exercia de professor de gimnàstica. El 22 d'octubre efectuà el primer entrenament, en l'antic Velòdrom de la Bonanova, el seu primer terreny de joc. Posteriorment es desplaçà a la cruïlla dels carrers Indústria (avui París), Còrsega, Muntaner i Aribau. Els colors de la seva indumentària eren el blau i el blanc. Reunits el 17 de desembre de 1899 en un cafè de Sant Gervasi de Cassoles, formalitzaren la primera junta directiva amb el mateix Jaume Vila com a president, a més de Víctor Manuel Paniagua secretari, Miquel Valdés tresorer, Manel Mir capità i Guillem Busquets sotscapità. El 10 de gener de 1903 canvià el nom pel de Català Sport Club, en ingressar al club membres del dissolt Club Universitari de Foot-ball.
En els seus inicis el FC Català volia promocionar l'esport local i només admetia jugadors catalans al seu equip. Al mateix Hans Gamper li'n van denegar l'ingrés i d'aquí ve que el suís fundés, llavors, el Futbol Club Barcelona pel seu compte. Al cap de dos mesos de la seva fundació, però, el Català ja acceptà jugadors forans.
Català i Barcelona mantingueren una molt forta rivalitat en llurs primers anys. Destacà la polèmica per veure qui era el club degà de la ciutat de Barcelona, polèmica que quedà resolta a favor del Barcelona, en haver estat el primer club inscrit al registre civil, ja que el Català no ho feu fins a mitjans de desembre.
Va disputar el campionat de Catalunya des dels seus inicis, sense arribar a assolir mai el títol. La seva millor classificació fou el subcampionat de la temporada 1910-1911. La temporada 1914-1915 acabà en la desena i darrera posició, perdent la primera categoria que mai més tornà a recuperar. L'octubre de 1919 es trasllada a uns terrenys a Cornellà de Llobregat i passa a disputar el campionat del Llobregat.
L'any 1924 va celebrar les seves noces d'argent. El Català SC va desaparèixer a finals dels anys 20 del segle xx.

## Temporades
| Temporada | Campionat              | Posició         |
| --------- | ---------------------- | --------------- |
| 1900-1901 | Copa Macaya            | No hi participà |
| 1901-1902 | Copa Macaya            | 5è              |
| 1902-1903 | Copa Macaya            | No hi participà |
| 1902-1903 | Copa Barcelona         | 4t              |
| 1903-1904 | Primera categoria      | 3r              |
| 1904-1905 | Primera categoria      | 4t              |
| 1905-1906 | Primera categoria      | 4t              |
| 1906-1907 | Primera categoria      | 3r              |
| 1907-1908 | Primera categoria      | 4t              |
| 1908-1909 | Primera categoria      | 4t              |
| 1909-1910 | Primera categoria      | 5è              |
| 1910-1911 | Primera categoria      | 2n              |
| 1911-1912 | Primera categoria      | 6è              |
| 1912-1913 | Campionat de la F.A.C. | 6è              |
| 1913-1914 | Primera categoria      | 7è              |
| 1914-1915 | Primera categoria      | 10è i descens   |
| 1915-1916 | Segona categoria       |                 |
| 1916-1917 | Segona categoria       |                 |
| 1917-1918 | Tercera categoria      |                 |
| 1918-1919 | Tercera categoria      |                 |

## Uniformes
| 1899-1901 · | 1902-1909 · | 1910-1911 · | 1912 · |